# Ksenia Zikunkova
Ksenia Zikunkova, née le 2 février 1979 à Kouznetchnoïe, est une biathlète russe et biélorusse. Elle a participé aux Jeux olympiques d'hiver de 2002 et de 2006. En Coupe du monde, elle connait un succès en relais en décembre 2003 à Hochfilzen.

## Palmarès

### Coupe du monde
- Meilleur classement général : 48e en 2004.
- 1 podium en relais : 1 victoire.
- Meilleur résultat individuel : 14e.

### Championnats du monde de biathlon d'été
- Médaille d'argent du relais en 2001 et 2002.